# Ariège (departement)
Ariège je francouzský departement ležící v regionu Okcitánie. Název pochází od řeky Ariège. Hlavní město je Foix.

## Geografie

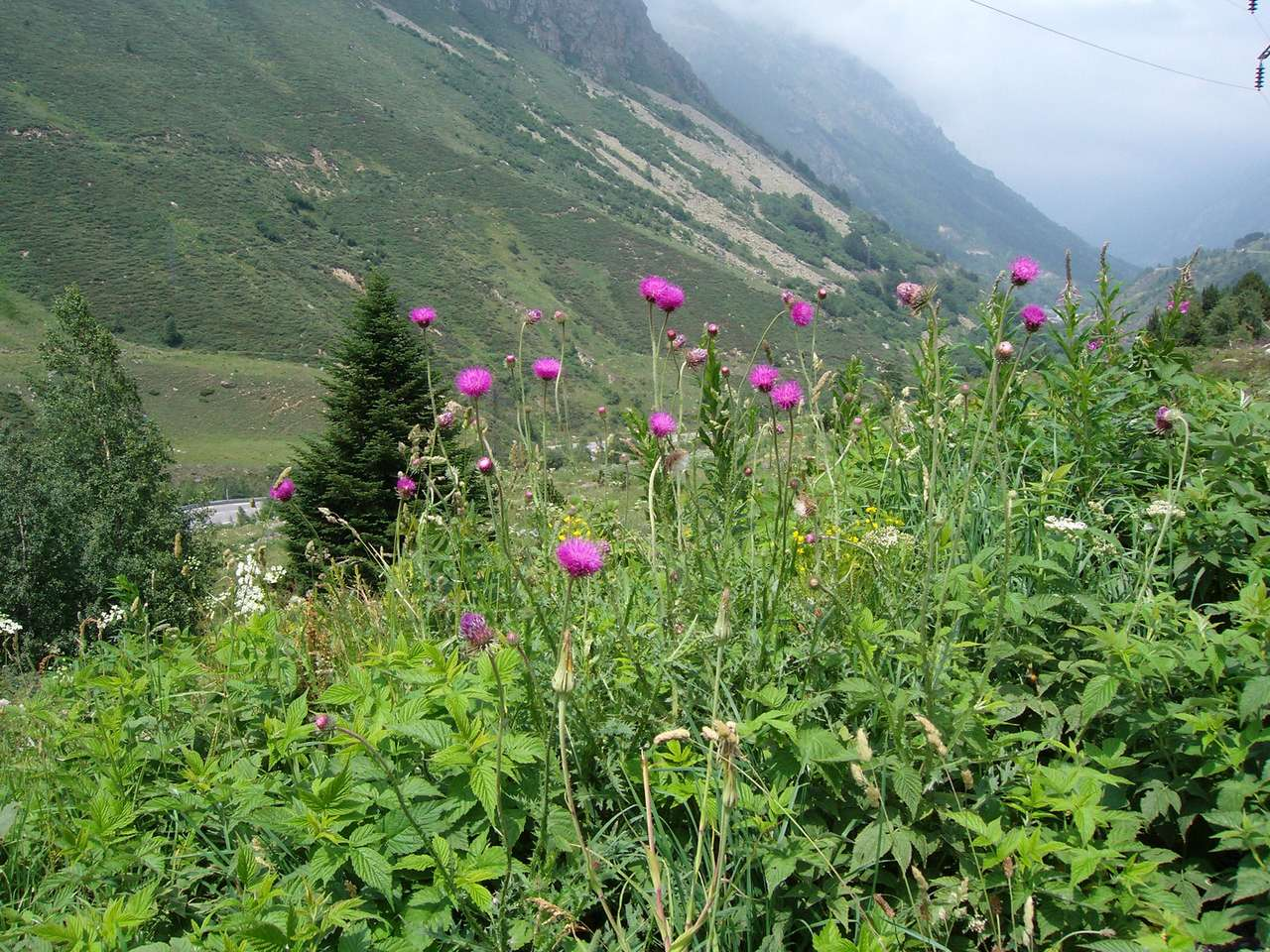
Pyreneje v Ariège

## Historie
Ariège je jedním z 83 departementů vytvořených během Francouzské revoluce 4. března 1790 aplikací zákona z 22. prosince 1789.

## Osobnosti spjaté s Ariège
- Jacques Fournier (1285–1342), papež
- Pierre Bayle (1647–1706), filozof
- Fabien Barthez (1971–), fotbalista
- Gabriel Fauré (1845–1924), hudební skladatel